# 6の平方根
6の平方根（ろくのへいほうこん、英: square root of 6）は、平方して6となる実数である。6の平方根には正と負の2つがあり、それぞれ

{\displaystyle {\sqrt {6}}}  (ルート6)と{\displaystyle -{\sqrt {6}}}(マイナスルート6)である。

以下では、正の方を中心に扱う。
{\displaystyle {\sqrt {6}}}は無理数であり、よって循環小数ではない。また、小数点以下100桁は以下の通りである。

2.4494897427831780981972840747058913919659474806566701284326925672509603774573150265398594331046402348

語呂合わせには似よ、よくよく(によ、よくよく)などがある。

## 性質
- {\displaystyle {\sqrt {6}}}は代数的整数である。{\displaystyle {\sqrt {6}}} の有理数体 {\displaystyle \mathbb {Q} } 上の既約多項式は x 2 − 6 である。[2]
- {\displaystyle {\sqrt {6}}}の正則連分数展開は、
{\displaystyle {\sqrt {6}}=2+{\cfrac {1}{2+{\cfrac {1}{4+{\cfrac {1}{2+{\cfrac {1}{4+{\cfrac {1}{\ddots }}}}}}}}}}}

### 三角法
{\displaystyle {\sqrt {6}}}と{\displaystyle {\sqrt {2}}}を使い加算と減算をすることで、いくつかの15の倍数の角度に対する正確な三角関数の値を計算する事ができる。
```
:{| class="wikitable" style="text-align: center;"
```

!弧度法!!度数法!!sin!!cos!!tan!!cot!!sec!!csc
|-
! {\displaystyle {\frac {\pi }{12}}}!! {\displaystyle 15^{\circ }}
|{\displaystyle {\frac {{\sqrt {6}}-{\sqrt {2}}}{4}}}|| {\displaystyle {\frac {{\sqrt {6}}+{\sqrt {2}}}{4}}}|| {\displaystyle 2-{\sqrt {3}}}|| {\displaystyle 2+{\sqrt {3}}}|| {\displaystyle {\sqrt {6}}-{\sqrt {2}}}|| {\displaystyle {\sqrt {6}}+{\sqrt {2}}}
|-
! {\displaystyle {\frac {5\pi }{12}}}!! {\displaystyle 75^{\circ }}
|{\displaystyle {\frac {{\sqrt {6}}+{\sqrt {2}}}{4}}}|| {\displaystyle {\frac {{\sqrt {6}}-{\sqrt {2}}}{4}}}|| {\displaystyle 2+{\sqrt {3}}}|| {\displaystyle 2-{\sqrt {3}}}|| {\displaystyle {\sqrt {6}}+{\sqrt {2}}}|| {\displaystyle {\sqrt {6}}-{\sqrt {2}}}
|}

## 文化
- 6の平方根 (実際にはその逆数の{\displaystyle {\frac {1}{\sqrt {6}}}}) はスター・ウォーズの会話に登場する[3]。

- 右に示した、13世紀にヴィラール・ド・オヌクールによって作られた半径 5 の円弧を持つゴシック様式の「5 点アーチ」の高さは{\displaystyle 2{\sqrt {6}}}である[4][5]。

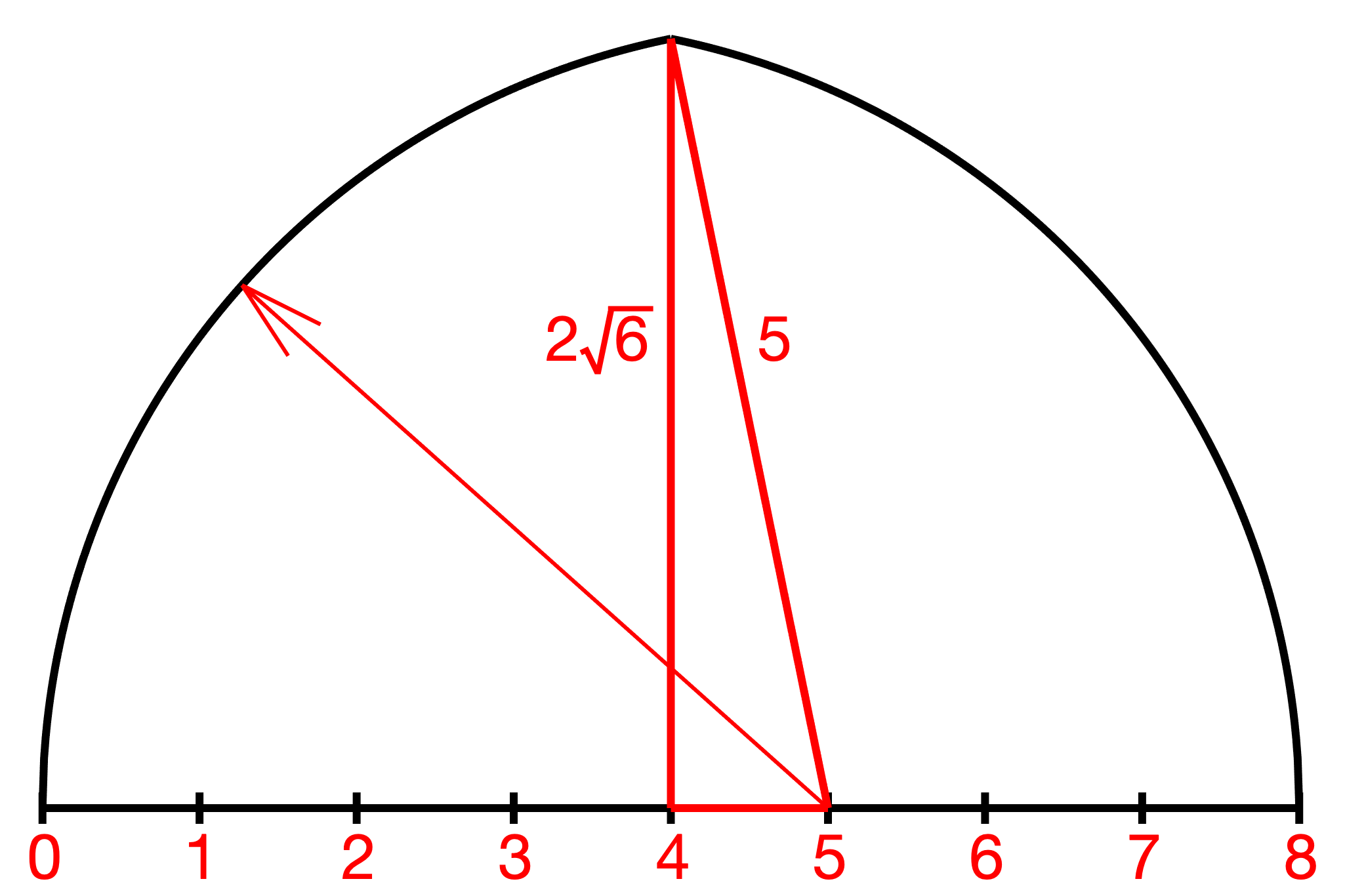
高さは